# Andrada Preda
Andrada Preda (născută Maior Pașca, pe 21 februarie 1993, în Baia Mare) este o handbalistă din România legitimată la „U” Cluj, unde joacă pe postul de extremă stânga.

## Biografie
Andrada este fiica antrenoarei Simona Maior Pașca, fostă extremă stânga a formațiilor HCM Baia Mare și CSM Cetate Deva. A început să joace handbal la CSȘ 2 Baia Mare, cu care a devenit vicecampioană națională la junioare III și a câștigat titlul național la junioare I,iar începând din 2010, a evoluat pentru HCM Baia Mare, cu care a participat la ediția 2013–2014 a Ligii Campionilor.
În sezonul 2014-2015, ea a fost împrumutată la HC Zalău, iar în sezonul următor la CSM Bistrița. După desființarea echipei HCM Baia Mare, a semnat un contract pe un sezon cu CSM Bistrița, cu care a câștigat, în 2017, finala mică a Cupei României. În vara lui 2017, Andrada s-a întors în orașul natal transferându-se la CS Minaur Baia Mare. Revenită după naștere, în ianuarie 2019, a semnat cu Crișul Chișineu-Criș, formație care evoluează în doilea eșalon al handbalului românesc, iar la sfârșitul sezonului 2018-2019, s-a transferat la „U” Cluj.
În iunie 2017, Andrada Maior Pașca s-a căsătorit cu Lucian Preda, extremă dreapta la echipa de handbal CSU Bucovina Suceava.

## Palmares
- Liga Națională:
  -  Câștigătoare: 2014
  -  Medalie de argint: 2013

- Cupa României:
  -  Câștigătoare: 2013, 2014
  -  Medalie de bronz: 2017

- Supercupa României:
  -  Câștigătoare: 2013

- Campionatul Național de Junioare I:
  -  Câștigătoare: 2010

- Campionatul Național de Junioare III:
  -  Medalie de argint: 2008